# Сенмуангма

Ланна на момент смерті Сенмуангма

Сенмуангма (*тай. แสนเมืองมา;д/н — 1401) — 7-й володар держави Ланна у 1385—1401 роках. Ім'я перекладається як «Десять тисяч земель».

## Життєпис
Син володаря Куена. Його ім'я є натяком на численні подарунки, якій його батько отримав з багатьох сусініх країн, зокрема імперії Мін, з нагоди свого народження. Невдовзі отримав титул тхао (принц), а з досягненням повноліттям був призначений намісником північної столиці Чіангсен.
1385 року після смерті Куена посів трон. Спочатку мусив придушити захокооттсвого стрийка Маха Пхрома, який намісника Чіанграю, що намагався захопити столицю Чіангмай, але зазнав поразки. Втім невдовзі Маха Пхром отримав військову допомогу від Бороморачи I, володаря Аюттхаї, який перед тим встановив зверхність над Сукхотаєю. 1386 році у битві біля міста Лампанг вірні війська Сенмуангма завдали заколотникові поразки. Пізніше Маха Пхром замирився з Сенмуангма, який знову призначив стрийка намісником Чіанграю. 
У 1387 році не надав допомоги Леутхаю, правителю Сукхотаї, що планував повстати проти Аюттхаї. Натомість Сенмуангма намагався скористатися боротьбою держав Сукхотай і Аюттхая між собою, втім марно. За цим припинив активну зовнішню політику, зосередившись на розбудові міст та підтримці буддизму.

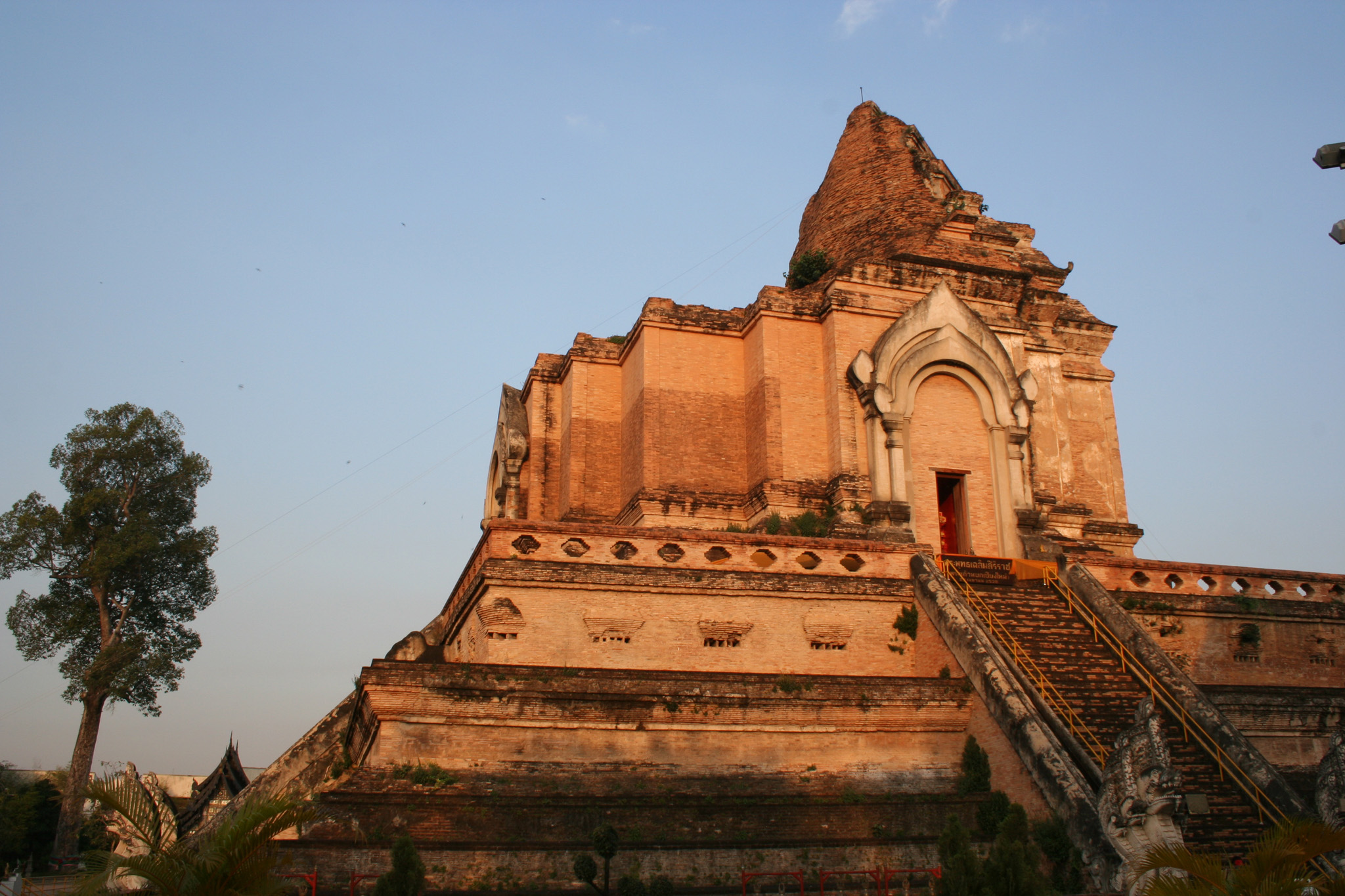
Ват Чеді Луанг

У 1391 році він наказав звести ступу Ват Чеді Луанг (було завершено його наступником). Пізніше він наказав позолотити ступу храму Ват Пхра Тхат Харіпхунчай загальною вагою на 252 кг золота. Помер 1401 року у Чіангмаї. Йому спадкував син Самфангкен.